# Jonathan Versteeg
Jonathan Versteeg (ur. 23 sierpnia 1989) – kanadyjski snowboardzista, specjalizujący się w konkurencjach Big Air i Slopestyle. Nie startował jak do tej pory w igrzyskach olimpijskich i mistrzostwach świata. Najlepsze wyniki w pucharze świata zanotował w sezonie 2011/2012, kiedy to zajął 20. miejsce w klasyfikacji generalnej (AFU), a w klasyfikacji slopestyle'u był 2.

## Sukcesy

### Puchar Świata

#### Miejsca w klasyfikacji generalnej
- 2011/2012 - 20.

#### Miejsca na podium w zawodach
1. Stoneham - 26 lutego 2012 (Slopestyle) - 2. miejsce